# 林飛帆
林 飛帆（りん ひはん、1988年〈民国77年〉5月19日 - ）は、台湾台南市出身の人物。国家安全会議の現任副秘書長（日本の副幹事長に相当）、元民主進歩党副秘書長。台湾独立を主張しながらも反戦を志し、社会政策ではリベラルを自認する。

## 来歴
2006年、国立曁南国際大学公共行政政策学系に入学。入学後、民主進歩党の活動に参加した影響を受け「曁大台湾部」を設立した。
2008年、国立成功大学に入学。11月、中国国務院台湾事務弁公室主任・陳雲林の訪問に際し、馬英九政権が台湾旗の掲揚を認めない、民主進歩党の党員を拘束する、陳に対し過剰な警護体制を敷くなどの対応をしたことに対する抗議運動「野イチゴ運動」に参加。
2011年、国立台湾大学大学院政治研究科に入学し、2012年に研究生学会会長に就任。
2012年9月、中国との深い繋がりを持つ旺旺集団有限公司によるケーブルテレビ買収に対する学生デモを主導し、買収を撤回させた。
2014年5月18日、学生団体「島国前進」を結成した。
2015年1月から2016年1月まで「替代役（兵役期間中に人員を社会サービス要員として配置転換する制度）」で台南市内の高齢者福祉施設に勤務。
2017年7月に結婚し、同年9月から英ロンドンのロンドン・スクール・オブ・エコノミクス政府専攻の修士課程に進学。翌年12月、修士課程修了。
2019年7月15日、民主進歩党の副秘書長に就任。

## ひまわり学生運動
2014年3月、馬政権が中国との海峡両岸サービス貿易協定批准に向けた審議を民主進歩党の反対を押し切り強行採決したことに対し「中国の政治的圧力が強まる」として反発。3月18日に陳為廷ら100人以上の学生と共に立法院の議場を占拠し、審議のやり直しを要求した。21日には占拠に賛同する学生に国民党地方支部での座り込みを行うように指示した。
3月22日、江宜樺行政院長と対話するが物別れに終わり、25日に馬総統が対話に応じると表明するが、「立法委員に圧力をかけている」として対話を拒否した。27日、馬政権に対し、貿易協定の監督制度の法制化が実現されれば議場から撤退すると表明。しかし、馬政権がこれを拒否したため、30日に反対派市民と合流し総統府前で50万人を動員した大規模デモを実施した。
4月4日、行政院が監督制度を閣議決定するが、「形式だけで中身がない」と批判するが、6日には学生寄りの王金平立法院長と対話し、「監督制度の法制化が行われるまでは協定の協議を凍結する」と表明したことを受け議場からの撤退を決定し、議場の清掃を済ませた後、10日に撤退した。
この一連の騒動の結果、馬政権の支持率は10%前後に低下し、11月の統一地方選挙での国民党の大敗、馬総統の国民党主席辞任、江内閣総辞職に繋がった。